# Lamourouxia virgata
Lamourouxia virgata är en snyltrotsväxtart som beskrevs av Carl Sigismund Kunth. Lamourouxia virgata ingår i släktet Lamourouxia och familjen snyltrotsväxter. Inga underarter finns listade i Catalogue of Life.